# Târgoviște, Timiș
Târgoviște este un sat în comuna Balinț din județul Timiș, Banat, România.

## Istorie
Localitatea este menționată pentru prima dată între anii 1690-1700 sub numele de Tergovistie.
În anul 1761, denumirea localității era Targovista, în 1785 Terdowi, în 1808 Târgoviște, în 1888 Tergovest, iar în 1913 a fost menționat sub numele de Vásáros.
Înainte de Tratatul de la Trianon, Vásáros făcea parte din comitatul Caraș-Severin, districtul Béga.

## Demografie
În anul 1910, din cei 1035 de locuitori, 345 erau maghiari, 9 erau germani, iar 648 erau români. Dintre aceștia, 18 erau romano-catolici, 327 erau reformați și 683 erau ortodocși.

## Legături externe

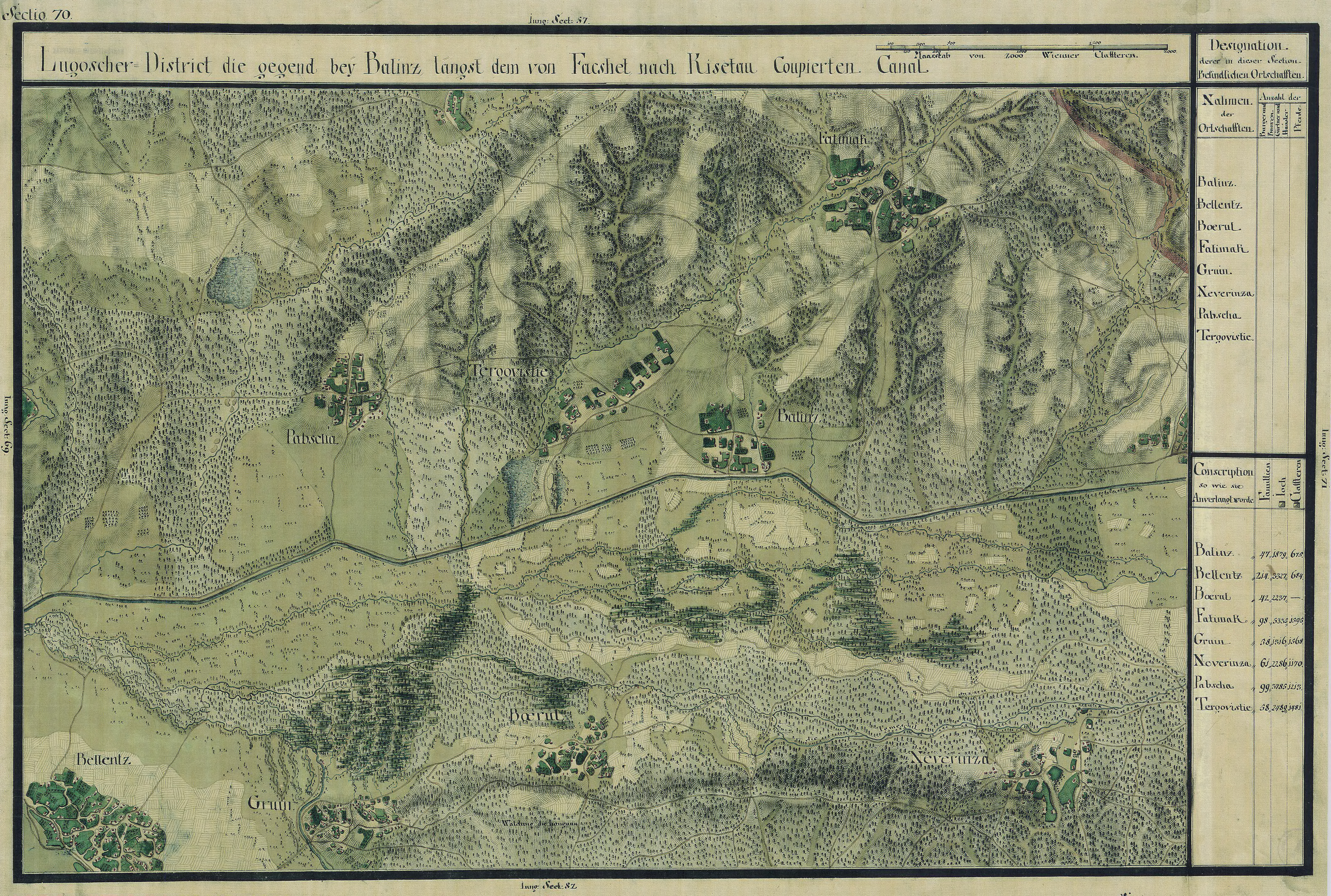
Târgoviște în Harta Iosefină a Banatului, 1769-72